# John Sheldon

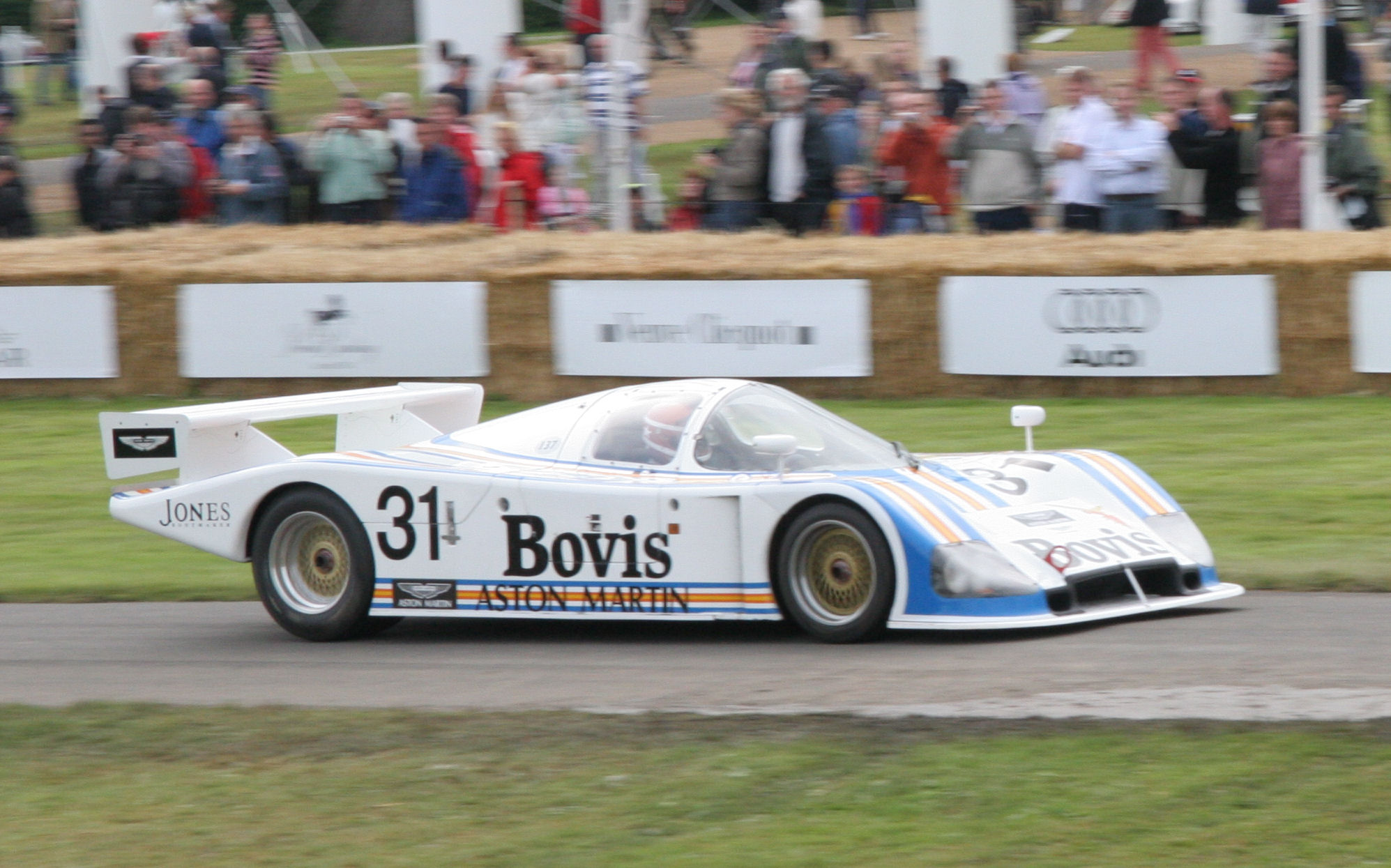
Der von John Sheldon gefahrene Nimrod NRA/C2

John Sheldon (* 2. Dezember 1946 in London) ist ein ehemaliger britischer Autorennfahrer.

## Karriere
John Sheldons Karriere begann 1973 in der britischen Formel-3-Meisterschaft, in der er drei Jahre aktiv blieb. Seine beste Platzierung in der Gesamtwertung der Meisterschaft war der 19. Endrang im selben Jahr. Dabei fuhr er gegen später bekannte Rennfahrer wie Tony Brise, Richard Robarts, Mike Wilds, Alan Jones, Brian Henton und Tony Trimmer. 1974 ging er in der Formel Atlantic an den Start, dann geriet die Karriere ins Stocken.
Nachdem Sheldon schon in den 1970er-Jahren Sportwagenrennen gefahren war, konnte er Anfang der 1980er-Jahre im Sportwagensport Fuß fassen. Er bestritt Rennen zur britischen Thundersports-Sportwagenserie – wo er 1985 in Brands Hatch gemeinsam mit Tim Lee-Davey Dritter wurde. In der Sportwagen-Weltmeisterschaft war er vor allem in der C2-Klasse der Gruppe C am Start.
1982 war Aston Martin nach fast zwei Jahrzehnten der Abwesenheit in den Sportwagensport zurückgekehrt. 1984 erhielt Sheldon für das 24-Stunden-Rennen von Le Mans ein Cockpit im eingesetzten Nimrod NRA C2B. Seine Teampartner waren Mike Salmon und der Le-Mans-Sieger von 1970, Richard Attwood. Den zweiten Wagen fuhren Ray Mallock und der US-Amerikaner Drake Olson. Beim Hereinbrechen der Nacht, hatte Sheldon einen schweren, lebensbedrohenden Unfall auf der Les-Hunaudières-Geraden. Bis heute ist nicht ganz klar ob Sheldon vor dem Unfall mit seinem Teamkollegen Olson kollidierte, oder dieser erst das nach dem Aufprall auf die Strecke zurückrutschende Wrack von Olson traf. Definitiv waren aber beide Aston Martin ausgefallen. Der Wagen von Sheldon war völlig zerstört und nach einem Feuer auch ausgebrannt. Sheldon überlebte den Unfall, trug aber Brandverletzungen davon, die ihn lange behinderten.
Nach knapp einem Jahr der Rekonvaleszenz konnte er wieder Rennen fahren. Das Rennen in Le Mans 1985 beendete er als 16. der Gesamtwertung und als Erster der C2-Klasse. Als Fahrer aktiv blieb er bis 2001, wobei er in den letzten Jahren seiner Karriere nur mehr wenige Rennen bestritt.

## Statistik

### Le-Mans-Ergebnisse
| Jahr | Team                        | Fahrzeug        | Teamkollege          | Teamkollege     | Platzierung             | Ausfallgrund     |
| ---- | --------------------------- | --------------- | -------------------- | --------------- | ----------------------- | ---------------- |
| 1982 | Chevron Racing Cars         | Chevron B36     | Martin Birrane       | Neil Crang      | Ausfall                 | Getriebeschaden  |
| 1983 | François Duret              | De Cadenet-Lola | François Duret       | Ian Harrower    | nicht klassiert         |                  |
| 1984 | Viscount Downe Aston Martin | Nimrod NRA C2B  | Richard Attwood      | Mike Salmon     | Ausfall                 | Unfall           |
| 1985 | ADA Engineering             | Gebhardt JC843  | Steve Earle          | Ian Harrower    | Rang 16 und Klassensieg |                  |
| 1986 | Roy Baker Racing            | Tiga GC286      | Thorkild Thyrring    | Nick Nicholson  | Ausfall                 | Motorschaden     |
| 1987 | Tiga Race Cars              | Tiga GC287      | Thorkild Thyrring    | Ian Harrower    | Rang 10                 |                  |
| 1988 | Charles Ivey Racing         | Tiga GC287      | Tim Harvey           | Chris Hodgetts  | Rang 20                 |                  |
| 1989 | Tiga Race Team              | Tiga GC289      | Max Cohen-Olivar     | Robin Donovan   | Ausfall                 | Kraftübertragung |
| 1990 | ADA Engineering             | ADA 02B         | Jerry Mahony         | Ian Harrower    | Ausfall                 | Aufhängung       |
| 1991 | Euro Racing Chamberlain     | Spice SE89C     | Ferdinand de Lesseps | Charles Rickett | Ausfall                 | Elektrik         |
| 1992 | Action Formula              | Spice SE90C     | Luigi Taverna        | Alessandro Gini | Ausfall                 | Zündungsschaden  |

### Sebring-Ergebnisse
| Jahr | Team               | Fahrzeug    | Teamkollege   | Teamkollege        | Platzierung | Ausfallgrund |
| ---- | ------------------ | ----------- | ------------- | ------------------ | ----------- | ------------ |
| 1982 | Angelo Pallavicini | Porsche 935 | Neil Crang    | Angelo Pallavicini | Ausfall     | Defekt       |
| 1991 | R. J. Racing       | Tiga GC287  | Tommy Johnson | Rob Robertson      | Ausfall     | Motorschaden |
| 1995 | Dan Lewis          | Mazda MX-6  | Tommy Johnson | Dan Lewis          | Rang 19     |              |

### Einzelergebnisse in der Sportwagen-Weltmeisterschaft
| Saison | Team                                        | Rennwagen                              | 1   | 2   | 3   | 4   | 5   | 6   | 7   | 8   | 9   | 10  | 11  | 12  | 13  | 14  | 15  | 16  |
| ------ | ------------------------------------------- | -------------------------------------- | --- | --- | --- | --- | --- | --- | --- | --- | --- | --- | --- | --- | --- | --- | --- | --- |
| 1974   | Paulenco Racing                             | March 74S                              | MON | SPA | NÜR | IMO | LEM | ZEL | WAT | LEC | BRH | KYA |     |     |     |     |     |     |
| 1974   | Paulenco Racing                             | March 74S                              |     |     |     |     |     | 19  |     |     | DNF |     |     |     |     |     |     |     |
| 1975   | Stuart Chubb Victoria Racing                | Lola T294                              | DAY | MUG | DIJ | MON | SPA | PER | NÜR | ZEL | WAT |     |     |     |     |     |     |     |
| 1975   | Stuart Chubb Victoria Racing                | Lola T294                              |     |     | 12  | 14  | DNF |     | 15  |     |     |     |     |     |     |     |     |     |
| 1980   | Bell & Colvill                              | Lola T492                              | DAY | BRH | SEB | MUG | MON | RIV | SIL | NÜR | LEM | DAY | WAT | SPA | MOS | ROA | VAL | DIJ |
| 1980   | Bell & Colvill                              | Lola T492                              | 9   |     |     |     |     |     |     |     |     |     |     |     |     |     |     |     |
| 1981   | Angelo Pallavicini Taylor Racing            | Porsche 934 Tiga SC81                  | DAY | SEB | MUG | MON | RIV | SIL | NÜR | LEM | PER | DAY | WAT | SPA | MOS | ROA | BRH |     |
| 1981   | Angelo Pallavicini Taylor Racing            | Porsche 934 Tiga SC81                  | 38  |     |     |     |     |     |     |     |     |     |     |     |     |     | DNF |     |
| 1982   | Chevron Cars                                | Chevron B36                            | MON | SIL | NÜR | LEM | SPA | MUG | FUJ | BRH |     |     |     |     |     |     |     |     |
| 1982   | Chevron Cars                                | Chevron B36                            | DNF |     |     |     |     |     |     |     |     |     |     |     |     |     |     |     |
| 1983   | François Duret                              | De Cadenet-Lola                        | MON | SIL | NÜR | LEM | SPA | FUJ | KYA |     |     |     |     |     |     |     |     |     |
| 1983   | François Duret                              | De Cadenet-Lola                        | DNF |     |     |     |     |     |     |     |     |     |     |     |     |     |     |     |
| 1984   | Viscount Downe                              | Nimrod NRA/C2                          | MON | SIL | LEM | NÜR | BRH | MOS | SPA | IMO | FUJ | KYA | SAN |     |     |     |     |     |
| 1984   | Viscount Downe                              | Nimrod NRA/C2                          |     | DNF | DNF |     |     |     |     |     |     |     |     |     |     |     |     |     |
| 1985   | ADA Engineering Chevron Cars                | Gebhardt JC843 Chevron B62             | MUG | MON | SIL | LEM | HOK | MOS | SPA | BRH | FUJ | SEL |     |     |     |     |     |     |
| 1985   | ADA Engineering Chevron Cars                | Gebhardt JC843 Chevron B62             |     |     |     | 16  |     |     |     | DNF |     |     |     |     |     |     |     |     |
| 1986   | Baker Racing                                | Tiga GC286 Tiga GC285                  | MON | SIL | LEM | NÜN | BRH | JER | NÜR | SPA | FUJ |     |     |     |     |     |     |     |
| 1986   | Baker Racing                                | Tiga GC286 Tiga GC285                  |     |     | DNF | 19  | DNF | DNF |     | DNF |     |     |     |     |     |     |     |     |
| 1987   | Baker Racing Tiga Race Cars Ivey Racing     | Tiga GC286 Tiga GC287                  | JAR | JER | MON | SIL | LEM | NÜN | BRH | NÜR | SPA | FUJ |     |     |     |     |     |     |
| 1987   | Baker Racing Tiga Race Cars Ivey Racing     | Tiga GC286 Tiga GC287                  |     |     |     | DNF | 10  | 11  | DNF | DNF | 21  |     |     |     |     |     |     |     |
| 1988   | ADA Engineering Ivey Racing Schanche Racing | ADA 03 Tiga GC287 Tiga GC286 Argo JM19 | JER | JAR | MON | SIL | LEM | BRÜ | BRH | NÜR | SPA | FUJ | SAN |     |     |     |     |     |
| 1988   | ADA Engineering Ivey Racing Schanche Racing | ADA 03 Tiga GC287 Tiga GC286 Argo JM19 |     | 14  |     |     | 20  |     | DNF | DNF | 10  |     |     |     |     |     |     |     |
| 1989   | Baker Racing Tiga Race Cars                 | Tiga GC289                             | SUZ | DIJ | JAR | BRH | NÜR | DON | SPA | MEX |     |     |     |     |     |     |     |     |
| 1989   | Baker Racing Tiga Race Cars                 | Tiga GC289                             | DNF |     |     | 18  | DNF | 13  |     |     |     |     |     |     |     |     |     |     |
| 1991   | Euro Racing                                 | Spice SE89C                            | SUZ | MON | SIL | LEM | NÜR | MAG | MEX | AUT |     |     |     |     |     |     |     |     |
| 1991   | Euro Racing                                 | Spice SE89C                            | DNF |     |     |     |     |     |     |     |     |     |     |     |     |     |     |     |
| 1992   | Action Formula                              | Spice SE90C                            | MON | SIL | LEM | DON | SUZ | MAG |     |     |     |     |     |     |     |     |     |     |
| 1992   | Action Formula                              | Spice SE90C                            | DNF |     |     |     |     |     |     |     |     |     |     |     |     |     |     |     |